# Live at Madison Square Garden 1978
| Críticas profissionais | Críticas profissionais |
| Avaliações da crítica  | Avaliações da crítica  |
| Fonte                  | Avaliação              |
| ---------------------- | ---------------------- |
| Allmusic               | 2 de 5 estrelas.       |

Live At Madison Square Garden 1978 é um álbum ao vivo e DVD da banda de rock britânica Jethro Tull. Gravado no Madison Square Garden em 14 de outubro de 1978, foi lançado pela Chrysalis Records em 2009. O vídeo é originário de uma transmissão feita ao vivo pela BBC. No intuito de deixar o concerto mais completo no lançamento do dvd, faixas em audio foram inseridas após o encerramento do video. Além do dvd, um cd acompanha o conjunto, com as musicas tocadas no local. Foi uma das primeiras transmissões via satélite veiculadas pela BBC. Outra apresentação clássica da banda para a BBC ocorreu no programa Sight & Sounds, no ano anterior, transmitida do Golder´s Green Hippodrome. 

## Faixas

### CD
1. "Sweet Dream" - 6:52
2. "One Brown Mouse" - 3:24
3. "Heavy Horses" - 7:22
4. "Thick as a Brick" - 11:23
5. "No Lullaby (incl. Flute Solo)" - 9:00
6. "Songs from the Wood" - 4:53
7. "Quatrain" (Martin Barre) - 0:41
8. "Aqualung" (Ian Anderson, Jennie Anderson) - 8:04
9. "Locomotive Breath (incl. Dambusters March)"  (Ian Anderson, Eric Coates) - 15:40
10. "Too Old to Rock 'n' Roll: Too Young to Die" - 4:17
11. "My God/Cross-Eyed Mary" - 6:59

### DVD
Início do concerto (apenas áudio)
1. "Sweet Dream"
2. "One Brown Mouse"
3. "Heavy Horses"

Começo do vídeo da transmissão ao vivo
1. "Introdução"
2. "Thick as a Brick"
3. "No Lullaby (incl. Flute Solo)"
4. "Songs from the Wood"
5. "Band intro"
6. "Quatrain"
7. "Aqualung"
8. "Locomotive Breath (incl. Dambusters March)"

Final do vídeo da transmissão ao vivo (durante "Locomotive Breath")
1. "Too Old to Rock 'N' Roll: Too Young To Die"
2. "My God/Cross-Eyed Mary"

Encore
1. "Locomotive Breath (incl. Dambusters March)"

## Créditos
- Ian Anderson – flauta, violão, vocais
- Martin Barre – guitarra
- Barriemore Barlow  – bateria, glockenspiel
- John Evan – teclado, órgão, sintetizador
- David Palmer – órgão portátil, sintetizador
- Tony Williams – baixo